# Maasrodemolen
De Maasrodemolen of Molen van Halmaal is een watermolen op de Molenbeek aan Maasrode 14 te Halmaal.
Deze bovenslagmolen fungeerde als korenmolen. Lang behoorde ze tot de gemeente Halle-Booienhoven in de toenmalige provincie Brabant. In 1970 kwam het gebied aan de Limburgse (deel-)gemeente Halmaal.
In 1147 was er reeds sprake van een watermolen op deze plaats. De huidige molen is 19e-eeuws. Het is een bakstenen gebouw met laadvenster, deel uitmakend van een boerderij. Het bovenslagrad, dat in 1990 nog vervangen werd door een nieuw metalen exemplaar, bevindt zich aan de zuidoostgevel. Hier is de benedenbouw in natuursteen, en de bovenbouw in versteend vakwerk.
Het sluiswerk en een deel van het binnenwerk is nog aanwezig. De molen is echter niet meer maalvaardig.
- Inventaris van het Bouwkundig Erfgoed (Vlaanderen): 22997